# Nikolaï Parfionov (combiné nordique)
Pour les articles homonymes, voir Parfionov.
Nikolaï Parfionov (né le 25 mai 1976) est un coureur du combiné nordique russe. Il débute au niveau international en 1999, lors des Championnats du monde de Ramsau où il est médaillé de bronze lors du relais et se classe vingt-cinquième en sprint.